# Suisun City
|  | Dieser Artikel wurde aufgrund von inhaltlichen Mängeln auf der Qualitätssicherungsseite des Projektes USA eingetragen. Hilf mit, die Qualität dieses Artikels auf ein akzeptables Niveau zu bringen, und beteilige dich an der Diskussion! Eine nähere Beschreibung der zu behebenden Mängel fehlt. |

Suisun City ist eine Stadt im Solano County im US-Bundesstaat Kalifornien mit 29.518 Einwohnern (Stand: 2020).
Die geographischen Koordinaten sind: 38,25° Nord, 122,01° West. Das Stadtgebiet hat eine Größe von 10,5 km².
Die Stadt liegt an der Suisun Bay und ist wie diese nach dem indianischen Stamm der Suisunes benannt. Das Wort Suisun entstammt der Sprache der Patwin, die zu der Gruppe der Wintun gehörten.

## Söhne und Töchter der Stadt
- Nion Tucker (1885–1950), Bobfahrer und Unternehmer
- Lori Wilson (Politikerin, 1976), Bürgermeisterin